# Cholmondeston
Cholmondeston est un village et und paroisse civile anglaise située dans le comté de Cheshire.